# Stephen C. Singer-Brewster
Stephen C. Singer-Brewster född 1945, är en amerikansk astronom.
Minor Planet Center listar honom som S. Singer-Brewster och som upptäckare av 6 asteroider.
Han upptäckte även den periodiska kometen 105P/Singer Brewster.
Asteroiden 10315 Brewster är uppkallad efter honom.

## Asteroider upptäckta av Stephen C. Singer-Brewster
| 4555 Josefapérez  | 24 augusti 1987  |
| 5253 Fredclifford | 15 december 1985 |
| (15700) 1987 QD   | 24 augusti 1987  |
| (24655) 1987 QH   | 25 augusti 1987  |
| (26817) 1987 QB   | 25 augusti 1987  |
| (26818) 1987 QM   | 25 augusti 1987  |